# Nanc-lès-Saint-Amour
Nanc-lès-Saint-Amour foi uma comuna francesa na região administrativa de Borgonha-Franco-Condado, no departamento de Jura. Estendia-se por uma área de 5,29 km². Em 2010 a comuna tinha 779 habitantes (densidade: 147,3 hab./km²).
Em 1 de abril de 2016, passou a formar parte da nova comuna de Les Trois-Châteaux.